# 성감
성감(性感, sexual feeling)은 성기나 성감대를 자극할 때 느끼는 생리적인 쾌감이다. 흔히 오르가즘이라고 부른다.